# Đinovce
Gjinoc en albanais est une localité du Kosovo située dans la commune/municipalité de Theranda/Suva Reka et dans le district de Prizren/Prizren. Selon le recensement de 2011, elle compte 2 221 habitants, dont une majorité d'Albanais.

## Histoire
Sur le territoire du village se trouvent deux tumulus illyriens, tous deux proposés pour une inscription sur liste des monuments culturels du Kosovo.

## Démographie

### Évolution historique de la population dans la localité
| 1948 | 1953 | 1961 | 1971  | 1981  | 1991  | 2011  |
| ---- | ---- | ---- | ----- | ----- | ----- | ----- |
| 638  | 750  | 827  | 1 224 | 1 571 | 2 086 | 2 221 |

|  |